# Núi Nứa
Núi Nứa là một cụm núi nằm tại xã đảo Long Sơn, thành phố Vũng Tàu, tỉnh Bà Rịa – Vũng Tàu. Đỉnh cao nhất trong cụm núi này là đỉnh Bà Trao cao 138 m.

## Nhà gỗ
Trên núi có một ngôi nhà gỗ rất lớn, rộng và lâu năm. Sự tích kể rằng ngày xưa người địa phương đi thuyền lớn từ miền Tây trở về Bắc, gặp bão lớn tấp vào vùng đất này. Họ hạ cây, dựng nhà và làm nên căn nhà gỗ lớn này. Ngày nay, đàn ông ở núi Long Sơn có tục mặc đồ Bà ba đen, tóc búi củ hành để tưởng nhớ ông bà và thờ hiếu trung làm đầu. Mỗi ngày, ngôi nhà gỗ này được lau chùi cẩn thận và cúng cơm 72 bàn thờ. Gian nhà lớn được dùng để tiếp tất cả khách thập phương.

## Kinh tế
Hiện nay, người dân xã Long Sơn sống bằng nghề nuôi hào, tôm và các loại hải sản.